# Patricia Pereyra (cantante)

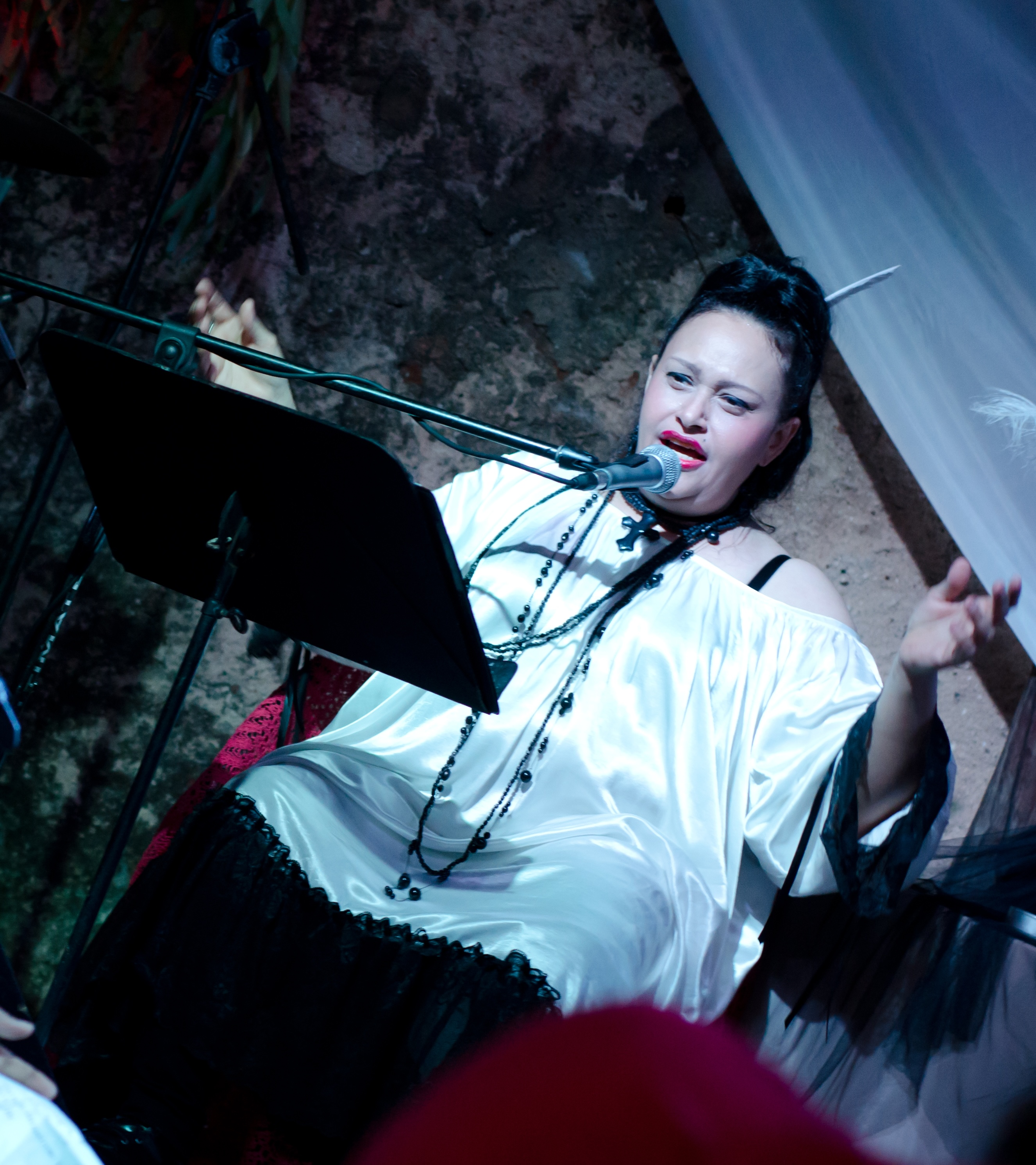
Patricia Pereyra en concierto, Casa de Teatro

Patricia Mercedes María Maximina Pereyra Contreras (Santiago de los Caballeros, 18 de noviembre de 1957),  es una cantante dominicana de blues  y Jazz. 

## Biografía
A comienzo de la década de los ochenta, realizó sus primeras presentaciones como cantante invitada del grupo Flamboyan del cantautor Víctor Víctor.  [cita requerida]
En 1985,  formó parte de la delegación artística dominicana que participó en el XII Festival Mundial de la Juventud y los Estudiantes, celebrado en Moscú, antigua Unión Soviética.  En junio de 1986, fue invitada junto al OFS Trío al Carnaval du Soleil en Montreal, Canadá;  y en noviembre de ese mismo año fueron la contraparte dominicana del grupo francés de percusión Macumba.
En noviembre de 1989 , grabó junto al guitarrista dominicano Juan Francisco Ordóñez su primera producción  “Cabaret Azul “ que sería ampliada y reeditada en CD en el año 2002. Este CD fue incluido en la lista de "Los 100 álbumes esenciales de la música Dominicana", que publicó la Asociación de Cronistas de Arte (Acroarte) en julio de 2013.

## Tizana Azul
En los años 90 , Pereyra  trabajó con su grupo Tizana Azul.  Este grupo sufrió varias transformaciones y cambios de músicos e incluso de nombre hasta que alcanzó una formación más o menos estable con la presencia  de Guy Frómeta (batería y percusión), Federico Méndez (guitarras), Oscar Micheli (teclados) y Peter Nova (bajos).  Con este equipo realizó su segunda producción discográfica, “Gala”, en 1999.
Actualmente la banda de Patricia Pereyra está codirigida por el tecladista Rafelito Mirabal y Guy Frómeta.

## Reconocimientos
- Premio “La Cotorra” 1 de junio de 1987, Santiago , República Dominicana.
- Reconocimiento del COLUMBIA UNIVERSITY 18 de junio de 1994.
- Reconocimiento “Casa de Arte” por sus más de 20 años de carrera artística 17 de noviembre de 2010.
- Reconocimiento del Centro Cultural Brasil-República Dominicana, por sus aportes al Arte Dominicano 4 de marzo de 2011.

Ha sido nominada a los Premios Casandra en dos ocasiones. El 22 de marzo de 2011, Pereyra fue homenajeada en los Premios Casandra 2011 con un Casandra especial.

## Discografía
- Gala (Aljibe Discos, 1999)
- Cabaret Azul (Tereke Discos, 2002)
- Mestura (Frometa Production 2016).